# Agatha Christie: En självbiografi
En självbiografi är titeln på deckarförfattaren Agatha Christies minnen som publicerades postumt av Collins i Storbritannien och av Dodd, Mead & Company i USA i november 1977, nästan två år efter författarens död i januari 1976. Det är med god marginal det längsta av hennes verk, den brittiska förstaupplagan är på 544 sidor.
Tillsammans med den tidigare "Come, Tell Me How You Live" (1946) är det ett av hennes två verk i denna genre. Större delen av boken består av minnen från barndomen, uppväxten och uppväxten: hon återvände gärna till dessa lyckliga år. Christie berättar också om sitt första äktenskap (1914–1928) med Archie Christie och de omständigheter under vilka hon började skriva, men minimerade referenserna till den skandalomsusade skilsmässan. År 1930, under en resa i Irak, träffade hon sin blivande make, arkeologen Max Mallowan, som hon levde med resten av sitt liv. En stor plats upptas av reseskildringar och arkeologiska expeditioner som hon deltog i. Författaren ägnar inte mycket uppmärksamhet åt omständigheterna kring skapandet av många av sina verk, utan uppehåller sig bara vid de som blev vändpunkter och de viktigaste i hennes kreativa liv. Särskild uppmärksamhet ägnas åt författarens teatraliska arv, vars vädjan ges en plats i bokens sista kapitel.
Historien om skapandet av "Självbiografin" ges i själva boken. Hon började skriva boken den 2 april 1950, medan hon deltog i en arkeologisk expedition till Nimrud, som leddes av hennes andre make. Agatha avslutade arbetet med boken den 11 oktober 1965 i sitt hem i Wallingford, där hon dog den 12 januari 1976. Självbiografin publicerades 1977, nästan två år efter hennes död. Texten till memoarerna redigerades av Philip Ziegler, redaktör för hennes ordinarie brittiska förlag William Collins. Författarens enda dotter Rosalind och hennes make Anthony Hicks, deltog också i förberedelserna av boken för publicering. I Storbritannien publicerades boken av William Collins i november 1977, och i USA publicerades den av Dodd, Mead & Company samma år. Därefter översattes självbiografin till många språk och trycktes om flera gånger. Christies memoarer är den mest värdefulla källan till information om hennes liv, arbete och världsåskådning, så ingen biograf eller forskare av författarens litterära arv kan undgå att hänvisa till dem.

## Historia
Hon skrev boken mellan den 2 april 1950 och den 11 oktober 1965, vilket innebär att det tog henne 15 år. Christie ger ett förord och en epilog till boken där hon mycket tydligt anger början och slutet av kompositionen. Boken påbörjades den 2 april 1950 i expeditionshuset i Nimrud där hon arbetade med utgrävningen av den antika staden tillsammans med sin andre make arkeologen Max Mallowan. Lusten att skriva en sådan bok väcktes hos henne "helt oväntat". Berättelsen avslutades sedan den 11 oktober 1965 i ett av Mallowans hem, Winterbrook House i Wallingford, Berkshire där Christies död inträffade elva år senare. 
Förlaget Collins inkluderade ett förord till boken där de medgav att upprepningar och inkonsekvenser hade "städats upp", men de fortsatte att inpränta i läsarna att texten hade komponerats under en femtonårsperiod och sedan lämnades orörd av Christie under resten av hennes liv. Christies officiella levnadstecknare Janet Morgan avslöjade att sanningen var mer komplicerad och medan många anteckningar och korta dagböcker hade gjorts mellan 1950 och 1965, hade Christies avsikt varit en serie av mindre böcker i stil med 1946 års publikation Come, Tell Me How You Live (som koncentrerade sig helt på hennes liv på en av hennes makes utgrävningar och de personligheter och händelser som var inblandade). Hon övervägde också möjligheten att skildra sina barndomsår separat.

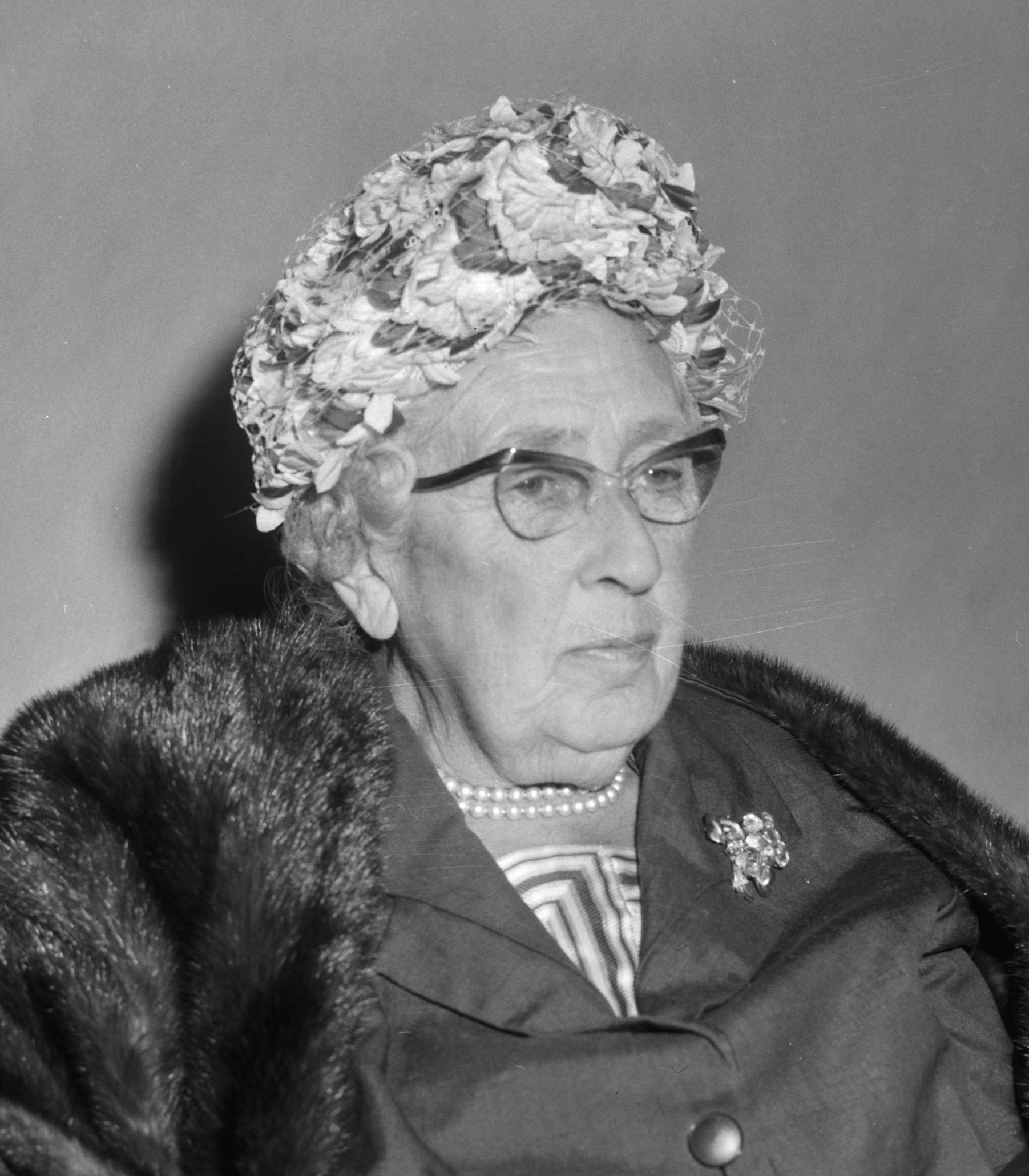
Agatha Christie 1964

Ett av motiven för att skapa en memoarbok var att Christie självständigt hade för avsikt att presentera en beskrivning av sitt liv och arbete, utan att lita på utomstående. I början av 1960-talet kontaktades Christie allt oftare av personer för att få skriva biografier om henne, men alla sådana förfrågningar avslogs bestämt. Dessutom sa Christie att läsarna i första hand borde vara intresserade av hennes skrifter och inte av hennes personlighet. Men med tiden ändrade hon sin ståndpunkt och förlikade sig med det faktum att en sådan bok fortfarande hade rätt att existera. I februari 1965 berättade hon för Cork att hon bokstavligen förföljdes med förfrågningar om att skriva sin biografi. Hon motsatte sig detta, eftersom hon ännu inte var död, och dessutom visste ingen av främlingarna något om henne. Men i slutet av samma år sa hon att hon var nöjd med att hon hade "förberett sig" för sin död, eftersom hon hade lyckats skapa sin egen biografi. Hon var redan medveten om att hon inte skulle kunna slutföra sitt arbete helt på egen hand, och hon höll med om att hon inte skulle kunna slutföra det hon hade påbörjat utan deltagande utifrån. I en intervju 1966 betonade hon betydelsen av sina memoarer: "Om någon beskriver mitt liv i framtiden kommer de att kunna ta tillförlitliga fakta från boken." Skrivandet var klart i slutet av 1966 och utkastet skickades till Cork för hans förslag och en begäran om att en kopia skulle skrivas till Christies dotter Rosalind Hicks så att hon kunde framföra sina åsikter. Christies make hade också för avsikt att hjälpa till att förbereda publiceringen, men han hindrades av sjukdom och ett nytt äktenskap.
Efter Christies död 1976 redigerades texten av Philip Ziegler från Collins i samarbete med Rosalind och hennes make Anthony. Det finns inga uppgifter om att Christie själv skulle ha gjort några ytterligare ändringar i texten under sin livstid. I epilogen från 1965 konstaterade hon att "nu när jag har fyllt sjuttiofem år verkar det vara rätt tillfälle att sluta... Jag lever nu på lånad tid och väntar i förrummet på kallelsen som oundvikligen kommer... Jag är nu redo att acceptera döden." Följaktligen nämns inget om hennes senare verk, tilldelningen av DBE 1971 eller framgångar som 1974 års film av Mordet på Orientexpressen. Hon erkände också att hon inte följde en strikt kronologisk och detaljerad ordning av händelserna i sitt liv, utan istället ville "doppa min hand i ett lyckodopp och komma med en handfull olika minnen". De publicerade verken följer för det mesta en kronologisk ordning (även om det inte är känt hur mycket av detta som beror på det arbete som utfördes 1976–77). Boken är dock inte på något sätt heltäckande. Vid publiceringen fanns det en förväntan om att en förklaring skulle ges till hennes berömda försvinnande 1926, men ingen sådan har kommit. Förlagets förord föregriper den besvikelse de känner när de erkänner detta utelämnande på första sidan, men konstaterar: "Hänvisningarna på andra ställen till ett tidigare angrepp på minnesförlust ger en ledtråd till det verkliga händelseförloppet."
Christie var hela sitt liv förälskad i sin barndoms lycka och hennes kärleksfulla relation till sin mor  och detta återspeglas i texten till En självbiografi. På de 544 sidorna dyker hennes första make Archie Christie inte upp förrän på sidan 212 (i motsats till sidan 57 av 394 i hennes officiella biografi) och Christies mors död i april 1926 (en händelse som utlöste händelserna under det katastrofala året i hennes liv och som inträffade under hennes trettiofemte år), inträffar inte förrän på sidan 346. Christie behandlar sin förste make med sympati, berättar detaljer om den första lyckan i hans uppvaktning och äktenskap och ägnar ett helt kapitel åt händelserna under deras jorden-runt-resa mellan 20 januari och 1 december 1922. Christie berättar om händelserna 1926 med sin mors död, hennes långsamma sammanbrott, hennes makes otrohet och slutet på hennes äktenskap på bara sju sidor, och erkänner när hon börjar passagen att "Nästa år av mitt liv är ett jag hatar att minnas" och avslutar: "Så, efter sjukdom, kom sorg, förtvivlan, och hjärtesorg. Det finns ingen anledning att uppehålla sig vid det. Jag stod ut i ett år och hoppades att han (Archie) skulle förändras. Men det gjorde han inte. Så slutade mitt första liv som gift." Christies officiella biografi ägnar däremot tre hela kapitel av tjugosex åt händelserna det året.
Christie begränsar händelserna 1945 till 1965 till bara tjugotre sidor. De flesta av hennes verk nämns i förbigående, men ingen av dem ges några större detaljer förutom de som är viktiga milstolpar i hennes karriär (t.ex. En dos stryknin, Dolken från Tunis, Råttfällan). Hon koncentrerar sig på sin kärlek till resor och människorna i sitt liv. Genom att inte skriva utförligt om några av sina verk orsakade hon en del irritation eller besvikelse, som den som beskrivs av Hubert Gregg, regissören till sex av hennes pjäser, som i sina memoarer Agatha Christie and All That Mousetrap från 1980 talade med viss nedvärdering om Christie, och sade vid ett tillfälle: "Hon stod i en enorm skuld till Peter Saunders, men i sin självbiografi nämner hon honom knappt. På tal om pjäsen Den oväntade gästen (som Gregg regisserade) säger hon helt enkelt att hon skrev den. Jag tror att hon kanske inte tyckte om att erkänna – till och med för sig själv – att hennes teaterprestationer inte kunde uppnås utan hjälp." Janet Morgan, Christies officiella levnadstecknare, ansåg dock att självbiografin var "en förtrollande bok, flytande, skarp, klarögd om den tid och de omständigheter hon levde i, rolig om sig själv och andra människor".
Den första upplagan innehåller fyra sidor med färgplanscher med oljemålningar av Christie och hennes familj från slutet av 1800-talet och början av 1900-talet som inte förekommer i senare upplagor.
År 2008 släppte författarens barnbarn Matthew Pritchard information om att han hade hittat bandinspelningar av sin mormor, där hon spelade in material medan hon förberedde sin biografi. Dessa tidigare okända kassetter består av 27 halvtimmeslånga ljudinspelningar som Christie dikterade med hjälp av en bandspelare. Laura Thompson, Christies levnadstecknare, betonade att det "ovanliga fyndet" var av stort värde, eftersom författaren mycket sällan intervjuades och mycket få inspelningar av hennes röst har överlevt.

## Innehåll

### Berättelsens karaktär
Christie ägnade tre fjärdedelar av sin biografi åt en detaljerad, men ganska selektiv och nyckfull redogörelse för de första fyrtio åren av hennes liv, medan de övriga nästan fyra decennierna av hennes biografi presenteras i mycket mindre utsträckning. Denna egenhet kan förklaras av det faktum att författaren med åldern med stort nöje återvände till sin ungdoms år, den första hälften av sitt liv. I detta avseende är hennes ord i förordet om att hon kommer att skapa en "självbiografi" i syfte att njuta av minnenas lycka vägledande. Hon hade för avsikt att göra detta långsamt, så att hon kunde skriva några sidor då och då, vilket förmodligen skulle ta flera år. I epilogen till beskrivningen av hennes liv skrev Christie att hon tack vare sitt arbete med boken gjorde en slags tidsresa: "Inte så mycket bakåt, genom det förflutna, som framåt – till alltings början, till jaget som ännu inte hade kommit ombord på skeppet, och det här skeppet skulle bära mig genom åren. Jag band mig inte till tid eller plats för berättelsen, jag stannade där jag ville, hoppade framåt och bakåt efter behag."

### Barndom och tidiga år

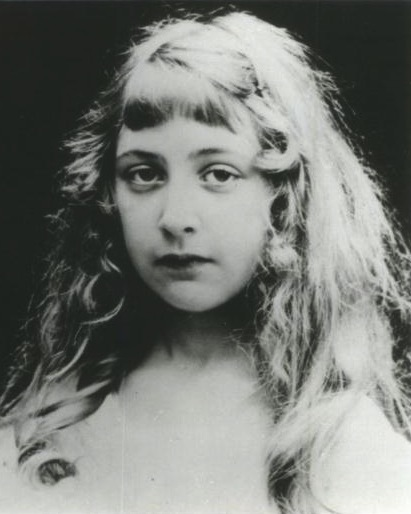
Agatha Christie i sin barndom

Under hela sitt liv mindes Christie med glädje sina föräldrar och de lyckliga barndomsåren som hon tillbringade i Ashfields mest älskade hus i hennes hemstad Torquay, Devon. Hon föddes den 15 september 1890 som dotter till Frédéric (1846–1901) och Clarissa (född Baumer; 1854–1926) Miller, det tredje barnet efter dottern Margaret "Madge" (född Frery; 1879–1950) och sonen Louis Montand "Monty" (1880–1929). Hon skrev tacksamt om sin far, född amerikan, som dog när hon var elva år, och om sin mor. I ett brev från 1973 erinrade hon sig att hon från fem till tolv års ålder hade ett "anmärkningsvärt lyckligt liv". Det påpekar hon också i sin självbiografi. Så enligt henne är den största lyckan i en människas liv en lycklig barndom: "Jag hade en mycket lycklig barndom. Huset och trädgården som ligger mig varmt om hjärtat, den kloka och tålmodiga barnflickan, mor och far, som älskade varandra innerligt, som lyckades bli lyckliga makar och föräldrar".

### Första äktenskapet

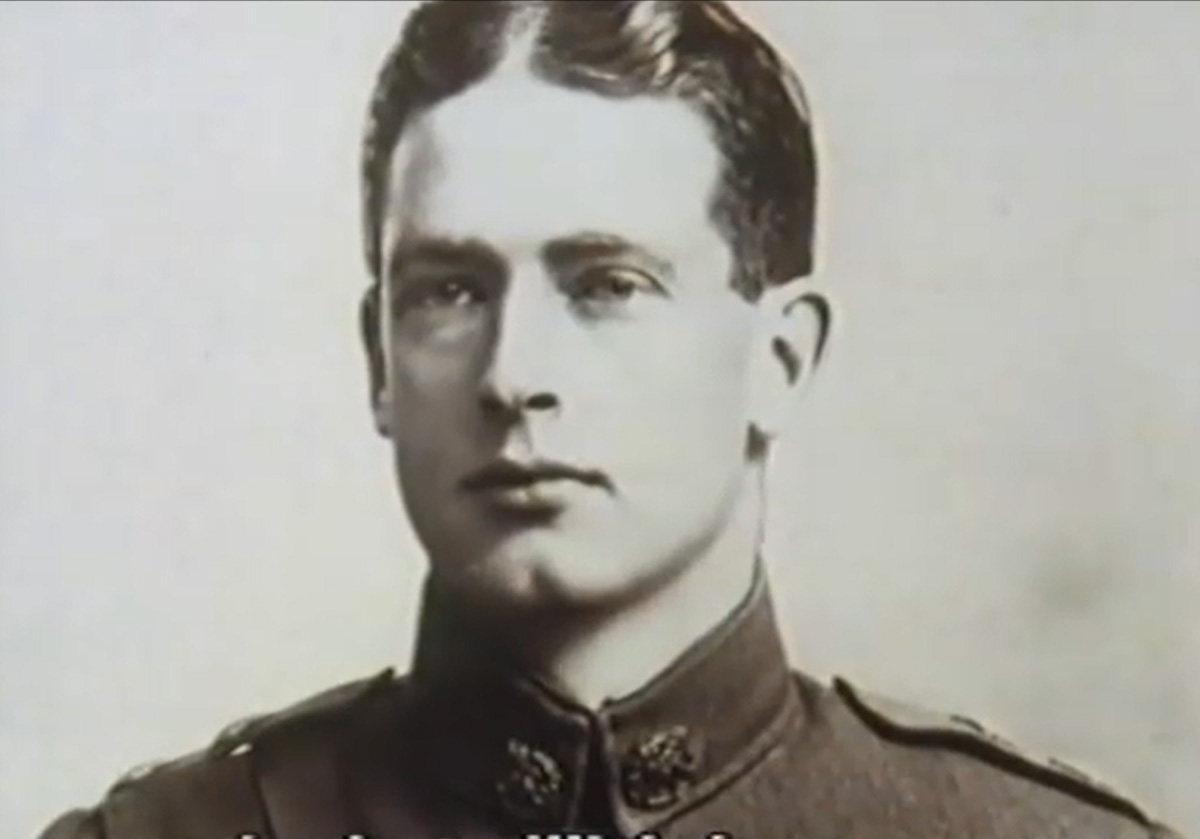
Archibald Christie, 1915

Trots skilsmässan från sin första make Archibald Christie, vars efternamn hon behöll, beskriver Christie sympatiskt deras förhållande och berättar detaljer om deras bekantskap, äktenskap och familjeliv. Efter att ha träffats 1912 gifte de sig i december 1914, men på grund av första världskriget började deras familjeliv först i januari 1918, när Archie återvände från fronten. Vid krigsutbrottet fick Agatha jobb som sjuksköterska på ett militärsjukhus och lite senare på ett sjukhusapotek, där hon bekantade sig med grunderna i farmakologi. Denna period var början på Agatha Christies kreativa bana. Enligt hennes memoarer väcktes idén att skriva hennes första detektivroman, En dos stryknin, av ett samtal med hennes äldre syster Madge, som tog formen av ett skämt. Författaren observerade belgiska flyktingar i sin hemstad Torquay och skapade den senare berömda detektiven Hercule Poirot. Detta är ett av författarens få verk, vars tillkomst hon skrev i detalj i sin "Självbiografi".
I augusti 1919 fick paret sin enda dotter Rosalind. År 1920 publicerades Christies första roman av Londonförlaget The Bodley Head, med vilken hon något oförsiktigt skrev ett kontrakt, uppmuntrad av att hennes bok accepterades. Under lång tid uppfattade Christie inte sig själv som en professionell författare och trodde inte att hon kunde tjäna anständiga pengar på litterär verksamhet. Men hennes berömmelse växte gradvis, fans av hennes arbete dök upp. Ett helt kapitel i självbiografin ägnas åt händelserna under paret Christies jorden-runt-resa till de brittiska besittningarna från den 20 januari till den 1 december 1922. Familjens ekonomiska situation förbättrades avsevärt efter att Archie fick ett prestigefyllt jobb i City of London. Efter det bestämde sig Christies för att flytta till Londons förorter. Den litterära agenten Edmund Cork introducerade Agatha för William Collins, som senare blev hennes förläggare under hela hennes karriär. Den 27 januari 1924 skrev Christie på ett kontrakt med William Collins för tre böcker. Efter att hennes förpliktelser mot sin tidigare förläggare hade uppfyllts erbjöd hon Collins sin nya roman Dolken från Tunis, som blev en stor framgång och gav henne ännu större erkännande.

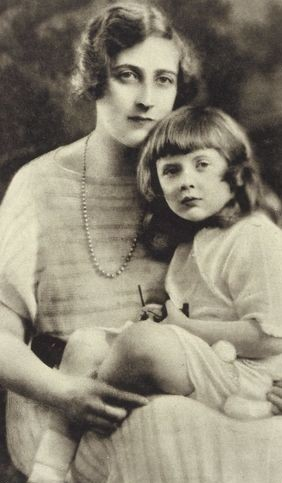
Agatha Christie med sin dotter Rosalind, 1926

Den 5 april 1926 dog Agathas mor, vilket hon var mycket ledsen över, men fann inte tillräckligt stöd från Archie. I augusti samma år erkände Christies make otrohet och begärde skilsmässa eftersom han blivit kär i sin golfkollega Nancy Neal. I flera månader försökte de reparera sitt förhållande utan resultat, och skandaler uppstod ofta mellan dem. Efter ett stort gräl med sin man försvann Agatha den 3 december 1926 från sitt hem i Berkshire. Hennes försvinnande orsakade ett högljutt ramaskri och en högljudd presskampanj, eftersom det redan fanns fans av hennes verk och hon blivit känd i litterära kretsar. Den 14 december hittades hon på det fashionabla Swan Hydropathic Hotel i staden Harrogate, där hon registrerade sig under efternamnet på sin utvalde makes älskarinna. Men i självbiografin står det bara följande om dessa händelser: "Så efter sjukdomen kom melankoli och förtvivlan. Mitt hjärta var krossat. Men du bör inte uppehålla dig vid detta under lång tid. Jag härdade ut i ett år och hoppades att Archie skulle ändra sig. Han har inte förändrats. Så slutade mitt första äktenskap." Jared Cade, som tillägnade boken "Agatha Christie. Elva dagars frånvaro" noterade att hon inte ens ville nämna det berömda försvinnandet i sin biografi: "Många läsare kände sig lurade. Vissa kommentatorer undrade till och med om detta var en hämndaktion mot pressen, som ständigt hade följt Agatha genom åren."
Under en tid efter moderns död och under skilsmässoförhandlingarna kunde Christie inte återvända till arbetet. Efter skilsmässan reste hon och dottern Rosalind till Kanarieöarna, där hon under denna svåra period för sig själv avslutade romanen "Mysteriet på Blå tåget", som hon tydligen av personliga skäl ansåg vara mycket misslyckad. Många forskare känner igen denna händelse som en av de viktigaste händelserna i hennes kreativa biografi, eftersom den markerar Christies övergång från en amatörförfattare till en professionell författare. Enligt henne skiljer sig dessa två kategorier av författare åt genom att de senare måste skriva även när verket inte är tillfredsställande och resultatet inte riktigt är vad vi skulle önska. När hon återvände till England bosatte hon sig i en liten lägenhet i Chelsea, London. De senaste årens händelser kunde inte undgå att påverka hennes karaktär, om vilken hon skrev: "... Jag var den där Agatha igen, bara tuffare och mer misstänksam mot världen omkring henne, men bättre anpassad till livet i den."

### Andra äktenskapet
Hösten 1928 reste Agatha på inrådan av sina bekanta med Orientexpressen till Istanbul, varifrån hon nådde Irak och Bagdad via syriska Damaskus. Där besökte hon en arkeologisk expedition ledd av Leonard Woolley i Ur, där hon blev mycket gästfritt mottagen. Denna inställning förklarades av att Catherine Woolley, utgrävningsledarens komplicerade hustru, nyligen hade läst romanen Dolken från Tunis. Hon tyckte mycket om boken och rekommenderade den till sina bekanta.
År 1930, under en andra resa till Irak, träffade Christie sin blivande make arkeologen Max Mallowan, som var femton år yngre än henne. Trots vissa fördomar mot att återuppta ett seriöst förhållande, liksom släktingarnas rädsla, gav hon ändå efter för den nya känslan och accepterade hans frieri. De gifte sig den 11 september 1930 i St. Cuthbert's Church i Edinburgh, Skottland. Agatha Christie levde i detta äktenskap under resten av sitt liv, fram till sin död 1976.
De tillbringade sin smekmånad i Venedig, vid Adriatiska havets kust i Kroatien, varifrån de seglade till Grekland. I Aten drabbades hon av svår matförgiftning, men räddades. Hon hade ännu inte återhämtat sig helt från sin sjukdom och insisterade på att hennes man skulle åka till Irak för att fortsätta de arkeologiska utgrävningarna utan att vänta på henne, på det datum som Woolley tidigare hade satt för ett möte i Bagdad - den 15 oktober. Själv återvände hon till England. Den grekiske läkaren som behandlade Agatha var förvånad över att mannen lämnade sin hustru i en svår situation och sa att det var fel. Enligt Morgan är det förmodligen denna historia som berättas i romanen "Den flygande döden" (1935), där en ung arkeolog i en scen berättar om en engelsman som tvingades lämna sin hustru, eftersom det krävdes av tjänsten. Både han och hans fru såg inget fel med detta, men den utländske läkaren ansåg att hans beteende var rent barbari.
Christie sa om sitt äktenskap att för en arkeolog bör en kvinna vara så gammal som möjligt, för då ökar hennes värde avsevärt. Sedan dess har hon periodvis tillbringat flera månader om året i Syrien och Irak på expeditioner tillsammans med sin man. Våren 1931 begav hon sig till Ur, där hon var mycket intresserad av arkeologisk forskning. Efter säsongsarbetet återvände hon och hennes man till England via Persien (Teheran, Shiraz, Isfahan) och Sovjetunionen (Baku, Batumi) och Turkiet (Istanbul).
Hösten 1931, efter att ha varit på ön Rhodos, anslöt sig Agatha till Reginald Campbell Thompsons arkeologiska expedition i Nineve, några kilometer från den irakiska staden Mosul, där hennes man nu arbetade. I december 1931 återvände hon till England med Orientexpressen. Intryck från resan och kommunikation med passagerarna under denna resa låg till grund för en av hennes mest kända böcker, Mordet på Orientexpressen. Under utgrävningarna i Nineve besökte Max och Agatha området kring högen i Nimrud, där hennes man berättade för henne att han mer än något annat i världen skulle vilja gräva där på egen hand. Denna önskan uppfylldes senare med ekonomiskt deltagande av Christie, som också hjälpte till i arbetet - hon var engagerad i dokumentation, fotografering, rengöring och sortering av fynden. Hon var mycket stolt över den roll hon spelade i sin makes expeditioner till Arpacia nära Nimrud i Syrien och senare till Nimrud. Hon uppskattade också resultaten av sökandet och Max bok om Arpachia, liksom hans sista verk, Nimrud and its Remains. Efter befrielserörelsens framväxt i Irak mot det brittiska styret flyttade expeditionen ledd av Mallowan till Syrien. Under andra världskriget, när hon bodde i London, skrev Agatha en memoarbok om deras lyckliga år i Syrien med titeln Come, Tell Me How You Live (1946), som hon tyckte om att läsa om på ålderns höst.

### Andra världskriget

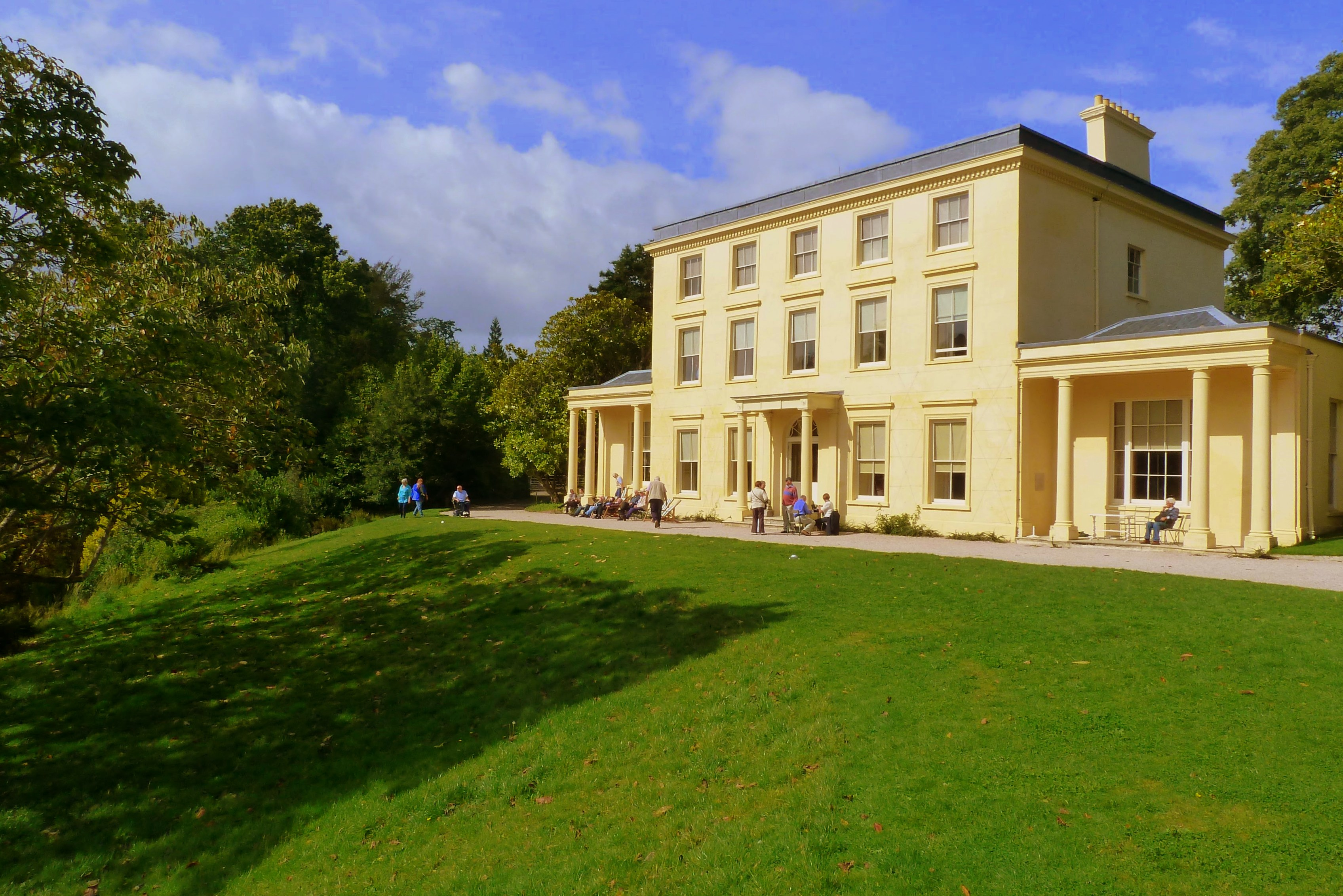
Greenaway Estate, där medlemmar av Agatha Christies familj bodde

År 1938 köpte Christie egendomen Greenway i Torquay, som hon byggde om året därpå efter eget tycke. Därefter bodde hon och hennes familjemedlemmar där, och under andra världskriget användes det under en tid för arméns behov. Vid krigsutbrottet tog Max värvning. Agatha arbetade först på ett apotek i Torquay för att friska upp minnet av de medicinska kunskaper hon fått under första världskriget, och fick sedan jobb som apotekare vid University College of London pharmacy. Där bekantade hon sig med tidigare okända gifter, vars information hon använde i sina verk. Med tiden började krigets vedermödor uppfattas som en del av vardagen, tre år efter att det började skrev Christie att de inte ens kunde föreställa sig situationen utan hennes existens. Under denna svåra tid försökte hon fördjupa sig i arbetet: "Jag var upptagen upp till halsen: jag arbetade på sjukhuset två hela dagar, tre gånger i veckan - en halv dag och en gång varannan vecka - på morgonen, på lördagar. Resten av tiden skrev jag". I början av kriget gifte sig Rosalind med armémajoren Hubert Pritchard, och den 21 september 1943 fick de sonen Matthew. Familjens glädje blev dock kortvarig – Hubert var sedan länge listad som försvunnen, och sedan fick de beskedet att han hade dött i Frankrike. Mallovan förflyttades till den aktiva armén, där han tjänstgjorde i Nordafrika: Egypten, Libyen, Marocko. I slutet av kriget återvände han till England, där han efter en kort ledighet återvände för att arbeta för flygministeriet.

### Utgrävningar vid Nimrud

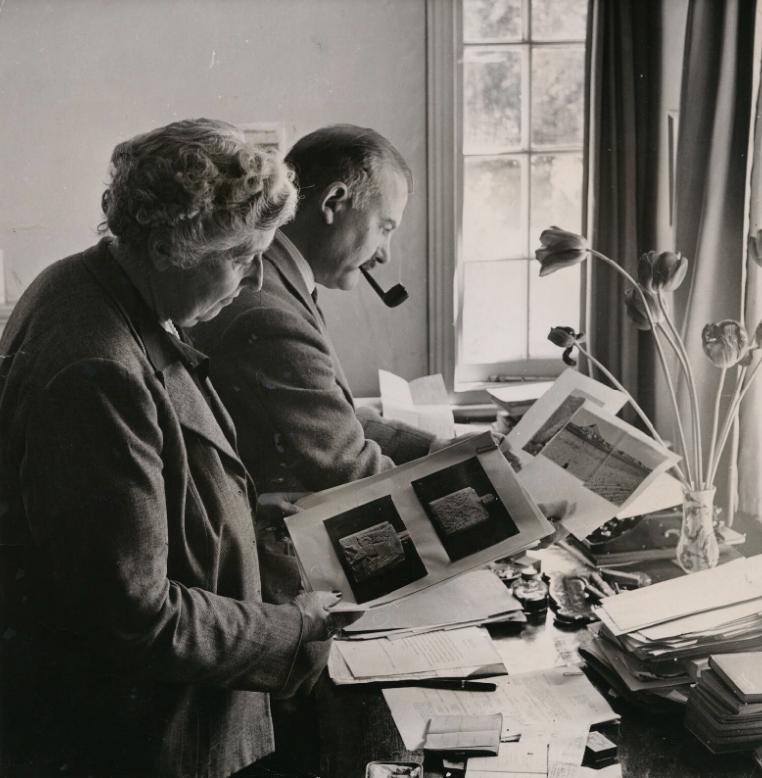
Agatha Christie och Max Mallovan tittar på fotografier av arkeologiska fynd, 1950

År 1948 bestämde sig Max för att återvända med Agatha till Irak och återigen ägna sig åt arkeologisk verksamhet. Nimrud valdes återigen ut som föremål för utgrävningar, som de ägnade de följande tio åren åt att studera. Agatha tog aktiv del i makens arkeologiska forskning, eftersom hon hade en förkärlek för denna historiska disciplin och beklagade att hon inte hade börjat med den i sin ungdom. Enligt maken var hon den största kännaren av förhistorisk keramik bland europeiska kvinnor. I den första säsongen bodde hon och hennes man i shejkens hus, och året därpå återvände de till utgrävningar i ett hus som byggts på deras beställning, som så småningom utökades. I ett av de tillhörande rummen, kallat "Agathas hus", ägnade sig författaren åt litterär verksamhet och började arbeta på "Självbiografin". Under denna period av sitt liv i Irak ägnade hon dock större delen av sin tid åt arkeologi: hon fotograferade och framkallade fotografier av fynd samt rensade artefakter.
Agatha och Max hade också ett gammalt hus i Bagdad, byggt i turkisk stil, som hon tyckte mycket om. De hade många vänner i Irak och lokalbefolkningen som kände dem hälsade dem mycket vänligt och gästfritt, särskilt de som paret hade känt sedan 1930-talet. Christie konstaterade att hon verkligen gillade Irak och att hon minns dessa länder med stor värme. "Jag älskar det fortfarande, och jag kommer alltid att älska det", skrev hon om Irak i slutet av det sista kapitlet i sina memoarer.

### Teaterkreativitet
I slutet av självbiografin övergick Christie till teateradaptioner av sina böcker och originalpjäser, av vilka många hade stor framgång hos publiken. Tidigare uppehöll hon sig särskilt vid en så komplex roman som Tio små negerpojkar, som hon var mycket stolt över, eftersom hon insåg vilka svårigheter som måste övervinnas när man skapar en så intrikat intrig. Hon skrev en pjäs baserad på denna bok, men på grund av de teatraliska inslagen i uppsättningen var hon tvungen att göra om handlingen och rädda två karaktärer i slutet av handlingen. Denna bearbetning fick dock inte en plats på scenen under lång tid förrän den sattes upp av Irene Henchell, vilket Agatha var mycket glad över. Det var efter den teatraliska uppsättningen av romanen Tio små negerpojkar som Christie bestämde sig för att göra om sina böcker för scenen på egen hand. Några år senare gav hon sig i kast med romanen Gropen (1946), som hon bearbetade till en pjäs med samma namn, som framgångsrikt sattes upp 1951. Den största förändringen i handlingen var frånvaron av Hercule Poirot bland karaktärerna. Erfarenheten av att arbeta med denna pjäs stärkte hennes avsikt att skriva ett självständigt teaterverk.
1947 sattes en tjugo minuter lång radiopjäs upp kallad Tre blinda möss på order av BBC. Produktionen skapades för drottning Marys åttioårsdag på hennes personliga begäran, eftersom hon var ett fan av Christies arbete. Denna "radiosketch" blev en succé och Agatha bestämde sig för att omarbeta den till en fullfjädrad teaterpjäs. Eftersom titeln Tre blinda möss redan var tagen av en annan författare, bestämde man sig för att stanna vid Råttfällan. Den officiella premiären ägde rum den 25 november 1952 på Ambassador Theatre i London. Huvudrollerna spelades av den berömda skådespelaren Richard Attenborough och hans fru Sheila Sim. Innan den officiella premiären sattes pjäsen upp på Royal Theatre i Nottingham. Pjäsen blev mycket populär och spelades på teatern i dussintals säsonger, och Agatha förde vidare intäkterna från den till sitt barnbarn Matthew. Dessförinnan hade hon överfört rättigheterna till sina böcker till sin dotter, make, hans brorsöner, Westminster Abbey Foundation och andra välgörenhetsorganisationer.
En annan minnesvärd pjäs för Agata var uppsättningen av Åklagarens vittne, som blev ett av hennes favoritverk. Den hade premiär i London i oktober 1953 på Winter Garden Theatre och sattes även upp av Peter Sanders. Om den första föreställningen skrev Christie: "Jag kan med säkerhet säga att detta är den enda premiären som har gett mig glädje." Ett annat teaterverk som hon minns var Spindelnätet, även den iscensatt med deltagande av Saunders. Den skrevs speciellt för skådespelerskan Margaret Lockwood, som framgångsrikt spelade rollen som Clarissa i två år. De följande dramatiska verken var Den oväntade gästen och Domslut. Den senare pjäsen fick inget erkännande från publiken, men Christie själv tyckte mycket om den: hon kallade den den mest framgångsrika efter Åklagarens vittne.

## Inriktning
Christies memoarer är den mest värdefulla källan till information om hennes liv, arbete och åsikter, och ingen av hennes levnadstecknare och forskare kan klara sig utan att hänvisa till dem. Boken presenterar Christies världsbild, hon delar med sig av sin syn på livet i en mängd olika frågor, varav många tidigare presenterats på sidorna i hennes skönlitterära böcker i form av karaktärsåsikter, författarens utvikningar. Av stort intresse är de sidor som berättar om hennes kreativa principer och arbetsmetoder. Hon konstaterade att hon förstod sina begränsningar på det litterära området, men att hon inte försökte kopiera stilen hos de författare hon beundrade, utan försökte förbli sig själv. "Jag försökte mig på olika områden, men jag framhärdade aldrig i det jag inte var bra på och som jag inte var naturligt begåvad för", skrev hon.
| ”                                       | Jag minns ofta diplomet som hängde på väggen i min barnkammare, jag tror att jag fick det som belöning för att jag vann en bollkastningstävling som hölls för barn under en av regattorna. Det stod: "Om du inte vet hur man kör ett lokomotiv, bli eldare." Enligt min mening finns det inget bättre livsmotto. Jag vågar påstå att jag lyckades hålla mig till det. | „ |
| – Agatha Christie om sina livsprinciper | |   |

Giorgi Anjaparidze betonade att Christie i sina verk förmedlade det liv och de karaktärer hon kände väl. Hon var enastående "inom ramen för sin begåvning – en moraliserare av ett stort socialt skikt". I sin tro var hon en anhängare av konservativa, viktorianska värderingar och bekände sig till viktoriansk moral. Bibeln och kyrkan hade också ett stort inflytande på hennes sätt att tänka. Den övre medelklassfamiljen, som tidigare varit välbärgad men med tiden utfattig, hade en viktoriansk anda och en ganska konservativ, patriarkal syn på familj och samhälle. I enlighet med sådana traditioner fick Agatha en osystematisk utbildning i hemmet, som först och främst var avsedd att förbereda henne för rollen som en god hustru och mor, inte för yrkesverksamhet. Men av en rad personliga och materiella skäl blev hon en erkänd författare under detektivhistoriens guldålder.
Christies levnadstecknare Gwen Robbins betonade att författaren under hela sitt liv utmärkte sig genom sin uppmärksamhet på olika sociala processer och moraliska problem. Christie själv noterade senare att hon var mycket rädd för det faktum att unga människor går med i den kriminella världen och begår brott: "Under många år, när jag har beskrivit oärliga handlingar, kan jag bara bekräfta den välkända sanningen: "ärlighet är den bästa politiken." Och med var och en av mina nya böcker stärks jag i riktigheten i dessa ord."
Hon var särskilt orubblig när det gällde mördare och ansåg att människor är absolut onda, eftersom de inte kan ge samhället något annat än hat, som är deras verktyg. Hon antog från början att dessa egenskaper är inneboende hos sådana människor, att de kan beklagas, men att de under inga omständigheter bör skonas. En sådan hård position berodde till stor del på en känsla av medkänsla för offren, som skyddade de oskyldiga från mördare: "De oskyldiga måste skyddas; Han måste kunna leva i fred och harmoni med andra". Hon motsatte sig livstids fängelse för mördare och föredrog att deportation till obebodda områden bebodda av primitiva människor skulle tillämpas på denna kategori av personer. Ett annat acceptabelt straff för mördarna, enligt henne, skulle kunna vara påtvingad samhällstjänst, eller ett val mellan förgiftning och att ge sin kropp till farliga medicinska experiment. Om en brottsling förblev vid liv som ett resultat av dödliga vetenskapliga experiment, kunde han återvända till samhället för att börja om sitt liv och slå in på korrigeringens väg. I början av 1930-talet i Bagdad mötte Agatha nazisterna för första gången i sitt liv, dr Jordan och hans fru, och deras uppmaningar till utrotning av judarna, som förebådade andra världskriget, gjorde henne arg och förtvivlad.